# Maria Fitzherbert
Maria Ana Fitzherbert (julho de 1756, Brambridge?, Hampshire - 27 de março de 1837, Brighton, Sussex), melhor conhecida apenas como Maria Fitzherbert e nascida Maria Ana Smythe (em inglês: Mary Anne Smythe) foi a esposa secreta do príncipe de Gales, o futuro rei Jorge IV. Casou-se duas vezes, a primeira com Edward Weld, e a segunda com Thomas Fitzherbert.